# باريت براون
باريت لانكستر براون (بالإنجليزية: Barrett Brown) (ولد في 14 أغسطس 1981) هو صحفي أمريكي، مقال وساخر. أسس مشروع بيإم، بالتعاون البحثي ويكي، لتسهيل تحليل تروفيس من رسائل البريد الإلكتروني اختراق وغيرها من المعلومات تسربت بشأن الأعمال الداخلية للمجمع السيبراني العسكري الصناعي. [1]
باريت براون
باريت براون 2017.jpg
باريت براون في دينتون، تكساس، 2017
ولد باريت لانكستر براون
14 أغسطس 1981 (36 سنة)
دالاس، تكساس
الجنسية الأمريكية
صحافي الاحتلال، ناشط
معروف بمشروع بيإم
موقع الكتروني
FreeBarrettBrown.org
وفي كانون الثاني / يناير 2015، حكم على براون بالسجن الفيدرالي لمدة 63 شهرا بسبب جرائم الإيداع بعد وقوع الحادث، وعرقلة سير العدالة، وتهديد ضابط فيدرالي ناجم عن تحقيق مكتب التحقيقات الفدرالي في تسرب البريد الإلكتروني ستراتفور 2012. وكان المدعون العامون قد جلبوا في السابق رسوما أخرى مرتبطة بتبادله لروابط هتب مع بيانات ستراتفور المسربة، ولكن هذه الرسوم أسقطت في عام 2014. [2] [3] [4] [5] وكجزء من عقوبته، كان على براون أيضا دفع ما يقرب من 900,000 دولار إلى ستراتفور. [6]
قبل عام 2011، كان براون على علاقة مع جماعية هاكتيفيست مجهول.
الحياة المبكرة والتعليم تحرير
ولد براون في دالاس، تكساس، إلى روبرت براون وكارين لانكستر، الذي طلق في وقت لاحق. [7] نشأ في دالاس وعرض اهتماما مبكرا في الكتابة والصحافة، وخلق صحفته الخاصة على جهاز الكمبيوتر عائلته أثناء حضوره مدرسة بريستون هولو الابتدائية. [7] [8] ذهب إلى المساهمة في صحفه المدرسية، واحتجز في عدة صحف أسبوعية خلال سنوات المراهقة. [7] [9] وحضر المدرسة الأسقفية في دالاس خلال العام الثاني من المدرسة الثانوية، ثم قضى عامه الصغير في تنزانيا مع والده الذي كان يقيم هناك في الأعمال التجارية. أثناء وجوده في أفريقيا، أكمل براون المدرسة الثانوية عبر الإنترنت من خلال برنامج جامعة تكساس للتكنولوجيا، وحصل على الاعتمادات الجامعية وكذلك شهادة الثانوية العامة. [9] في عام 2000 التحق بجامعة تكساس في أوستن وأمضى فصلين دراسيين يأخذان دروس الكتابة قبل مغادرة المدرسة لمتابعة مهنة بدوام كامل ككاتب مستقل. [7] [9] [10]
الصحافة تحرير
وقد كتب ل ديلي بيست، [11] فانيتي فير، [12] ترو / سلانت، [13] وهافينغتون بوست، [14] الغارديان، [15] ومنشورات أخرى.
عمل براون مديرا للاتصالات من أجل تنوير التصويت، وهو الملحد باك الذي يوفر المساعدة المالية والاستراتيجية للمرشحين السياسيين التي تدعو إلى إنفاذ صارم لفقرة التأسيس. [16] [17]
في عام 2010، بدأ براون العمل على تحقيقه في جمع التبرعات ويكي، بروجيكت بيإم. وقد كتب براون أن الأهداف الرئيسية لمشروع بيإم هي زيادة التأثير الإيجابي لما يسميه «القطاعات الأكثر قدرة من المدونات»، مع الحد من التأثير السلبي للمندوبين السائدين جيدا الذين قد يكون لديهم أجندات سياسية لا تتوافق مع أهتمام عام. وكان هدفه أن يتم إنشاء ويكي مشروع بيإم عن طريق توليد عمدا من الكتلة الحرجة من العمل وبعد التالية بين المدونين يمكن الاعتماد عليها في مثل هذه الطريقة سوف يتم دفع شرائح من وسائل الإعلام التقليدية أو حتى أجبروا على معالجة القضايا الحرجة في الطرق الخاصة ووسائل التقرير. وهناك هدف آخر وتجريبي من مشروع بيإم هو أيضا لوضع التخطيطي التواصل التي يمكن أن توفر المدونين والصحفيين وأي صحافي مواطن المعنية الأخرى مع أفضل تغذية ممكنة من المعلومات الخام التي لإنتاج المحتوى.
وبهدف مشروع بيإم، قال براون:
«إن المؤسسات والهياكل التي تطورت على مدى العقدين الماضيين من تسريع استخدام الإنترنت العام قد وصفت بشكل معقول بأنها تأثير صحي على تدفق المعلومات، ولكن عصر المعلومات هو عمل قيد التقدم، وبالتالي هناك تحسينات محتملة لتكون وأهم من ذلك أن هناك بعض التحسينات التي يمكن أن يقوم بها عدد صغير من المشاركين المؤثرين الذين يعملون في التنسيق في البداية، والغرض من المشروع هو تنفيذ هذه الحلول إلى الحد الذي يستطيع فيه المشاركون بشكل جماعي القيام بذلك، تثبت الآثار المفيدة لهذه الحلول للآخرين أنها قد تحفز على إعادة أو حتى البناء عليها بشكل مستقل عن جهودنا». [18]
وفي يونيو 2011، أصدر هو وبروجيكت بيإم تقريرا حصريا عن عقد مراقبة يسمى «روماس / كوين» تم اكتشافه في رسائل البريد الإلكتروني التي تم الاستيلاء عليها من هبغاري بي أنونيموس. وهي تتألف من تقنيات متطورة لتعدين البيانات تستفيد من البرامج المتنقلة وتهدف إلى البلدان العربية. [19] [20]
وفي تشرين الثاني / نوفمبر 2011، قال براون إنه سيتم الإفراج عن 75 من أسماء أعضاء كارتول زيتاس إذا لم يكن قد تم إطلاق سراح أحد أفراد المجموعة المجهولة التي اختطفت ([21]). ويقول براون انه تم الإفراج عن العضو بعد ذلك وان هناك هدنة بينه وبين كارتل المخدرات حاليا. وقال آخرون إن عملية الاختطاف كانت وهمية. [22]
في 18 يناير / كانون الثاني 2012، أجرى براون مقابلات مع الكابيينة

## روابط خارجية
- باريت براون على موقع IMDb (الإنجليزية)
- باريت براون على موقع قاعدة بيانات الفيلم (الإنجليزية)